# Ambleny

Ambleny este o comună în departamentul Ain, Franța. În 1 ianuarie 2022 avea o populație de 1.203 de locuitori.